# Södra Metodistkyrkan
Södra Metodistkyrkan (the Southern Methodist Church) är ett kristet trossamfund med högkvarter i Orangeburg i South Carolina.
Södra Metodistkyrkan bildades 1940 av teologiskt konservativa medlemmar ur Methodist Episcopal Church, South som motsatte sig detta samfunds uppgående i Metodistkyrkan i USA året innan.
Idag har man 85 församlingar och 3 200 medlemmar i de amerikanska sydstaterna, företrädesvis i South Carolina.  
Samfundet säger sig slå vakt om det läromässiga arvet från the Methodist Episcopal Church, South och det frälsnings- och helgelsebudskap som förkunnades av John Wesley.

## Fotnoter
1. ↑  Southern Methodist Church: About us Arkiverad 26 juni 2007 hämtat från the Wayback Machine.